# Marine Turbine Technologies
Marine Turbo Technologies (MTT) – amerykańskie przedsiębiorstwo produkujące napędy turbinowe i różnego rodzaju urządzenia wykorzystujące turbinę, także na potrzeby wojska.
Siedziba przedsiębiorstwa znajduje się we Franklin, w stanie Luizjana. Przedsiębiorstwo w 2002 roku zasłynęło z produkcji najszybszego motocykla na świecie, znanego także pod nazwą MTT Y2K.